# Не клянись
«Не клянись» (иер. трад. 七月十四, упр. 七月十四, кант.-рус.: Чан юэт сап сэй, англ. Thou Shalt Not Swear) — гонконгский мистический фильм 1993 года, режиссёр Уэллсон Чинь. Главные роли в фильме исполнили Лау Чинвань, Майкл Ман-Кин Чоу и Дженнифер Чан.
Картина получила четыре номинации на 13-й Гонконгской кинопремии.

## Сюжет
Опытному инспектору Чоу (Майкл Ман-Кин Чоу) дают в напарники нового сотрудника (Лау Чинвань). Им поручают расследовать загадочное дело об убийстве вентилятором. Полицейские быстро выходят на жену убитого, Цзяи (Дженнифер Чан), которая может помочь им в поисках разгадки. Оказывается, что в 1977 году, 16 лет назад она вместе с семью детьми давала клятву, за которую сейчас каждый из них расплачивается.

## В ролях
- Лау Чинвань — напарник Чоу
- Майкл Ман-Кин Чоу[англ.] — Инспектор Чоу
- Дженнифер Чан[кит.] — Цзяи
- Хелена Ло[англ.] — Лунг
- Лай Инь-Сань[кит.] — человек
- Чун Квок-Кюн[кит.] — Чен Те-Кан
- Майкл Тао[кит.] — Саймон

## Награды и номинации
| Награды                     | Награды                           | Награды                                                              | Награды   |
| Кинопремия                  | Категория                         | Лауреат / претендент                                                 | Результат |
| --------------------------- | --------------------------------- | -------------------------------------------------------------------- | --------- |
| 13-я Гонконгская кинопремия | Лучшая мужская роль               | Лау Чинвань                                                          | Номинация |
| 13-я Гонконгская кинопремия | Лучшая женская роль второго плана | Хелена Ло                                                            | Номинация |
| 13-я Гонконгская кинопремия | Лучший новый актёр                | Дженнифер Чан                                                        | Номинация |
| 13-я Гонконгская кинопремия | Лучшая песня                      | Композитор: Тони Вай • Текст: Чан Сау Пок • Исполнитель: Детский хор | Номинация |